# Neuromodulatore
Un neuromodulatore è una sostanza naturalmente secreta dal cervello, che agisce come neurotrasmettitore modulando l'attività della cellula nervosa, tranne per il fatto che la sua azione non è locale (come nel caso dei neurotrasmettitori), cioè limitata alla fessura sinaptica, ma ha un'azione più estesa, diffondendosi in tutto il fluido extracellulare circostante, modificando così l'azione dei neurotrasmettitori.
L'azione globale dei neuromodulatori fa sì che essi possano interessare vari circuiti neuronali, mettendoli in relazione fra loro. Tra i principali neurotrasmettitori che svolgono pure azione di neuromodulazione vi sono l'acetilcolina, la dopamina, la noradrenalina, la dimetiltriptamina e la serotonina.
Questi sistemi di neuromodulatori rispondono a segnali ambientali come rischio, ricompensa, novità, sforzo e cooperazione sociale e influenzano funzioni cognitive importanti interagendo con aree del cervello della corteccia, dell'ippocampo e dell'amigdala.